# Gonioctena linnaeana
Gonioctena linnaeana är en skalbaggsart som först beskrevs av Franz Paula von Schrank 1781.  Gonioctena linnaeana ingår i släktet Gonioctena, och familjen bladbaggar. Arten är reproducerande i Sverige.

## Bildgalleri

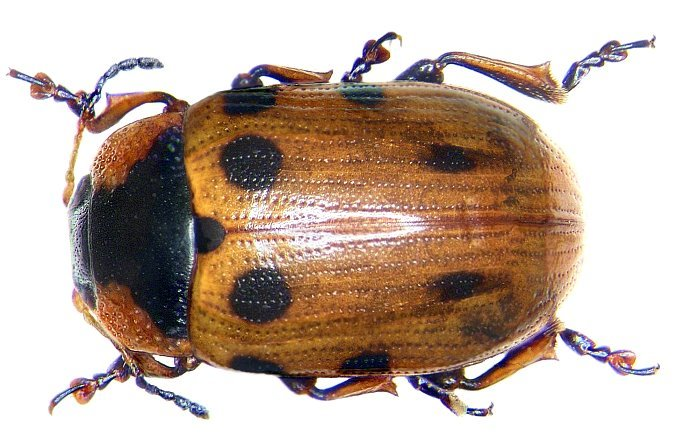